# بانوی زیبای من
بانوی زیبای من (به انگلیسی: My fair lady) فیلمی به کارگردانی جرج کیوکر و محصول سال ۱۹۶۴ کمپانی برادران وارنر است که بر اساس فیلم‌نامه‌ای از آلن جی لرنر ساخته شده‌است.

## اقتباس
فیلم بانوی زیبای من اقتباسی از نمایشنامهٔ موزیکال بانوی زیبای من ۱۹۵۶ اثر کارفردریک لو و نمایشنامه کمدی پیگمالیون ۱۹۱۳ نوشته جرج برنارد شاو می‌باشد.

## خلاصه داستان
پروفسور «هنری هیگینز» (رکس هریسون) استاد آواشناسی دانشگاه همراه با دوست زبان‌شناس‌اش «پیکرینگ» (ویلفرید هاید-وایت) شرط می‌بندد که می‌تواند دختر گلفروش و عامی لندنی به نام الیزا دولیتل (آدری هپبورن) را تبدیل به بانویی متشخص کند که در میهمانی‌های اشرافی بدرخشد.

## بازیگران
- آدری هپبورن
- رکس هریسون
- استنلی هالووی
- جرمی برت
- گلادیس کوپر
- ویلفرید هاید-وایت
- گریدی ساتن
- جینی کارسون

## جوایز اسکار
- برنده بهترین فیلم
- برنده بهترین کارگردان
- برنده بازیگر نقش اول مرد
- برنده بهترین فیلمبرداری، رنگی
- برنده بهترین موسیقی متن اقتباسی
- برنده بهترین طراحی صحنه فیلم رنگی
- برنده بهترین طراحی لباس، رنگی
- برنده بهترین صدا
- نامزد بهترین بازیگر نقش دوم مرد
- نامزد بهترین بازیگر نقش دوم زن
- نامزد بهترین فیلمنامه اقتباسی